# Меццана-Більї
Меццана-Більї (італ. Mezzana Bigli) — муніципалітет в Італії, у регіоні Ломбардія, провінція Павія.
Меццана-Більї розташована на відстані близько 460 км на північний захід від Рима, 55 км на південний захід від Мілана, 27 км на південний захід від Павії.
Населення — 1125 осіб (2014).
Покровитель — святий Іван Хреститель.

## Демографія
Населення за роками:

Станом на 1 січня 2023 року в муніципалітеті офіційно проживали 42 іноземці з 13 країн, серед них 17 громадян країн Євросоюзу та 9 громадян України.

## Сусідні муніципалітети
- Казеї-Джерола
- Корнале-е-Бастіда
- Феррера-Ербоньйоне
- Ізола-Сант'Антоніо
- П'єве-дель-Каїро
- Саннаццаро-де'-Бургонді
- Сільвано-П'єтра